# Syjamotyran
Syjamotyran (Siamotyrannus isanensis) – teropod o niepewnej pozycji systematycznej
Żył w epoce wczesnej kredy (ok. 130-125 mln lat temu) na terenach południowo-wschodniej Azji. Długość ciała ok. 6,5 m, wysokość ok. 2,5 m, masa ok. 2,5 t. Jego szczątki znaleziono w Tajlandii.
Trwają spory o to, gdzie należy zaliczyć syjamotyrana: do allozauroidów czy do tyranozauroidów.